# Drochow
Drochow (niedersorbisch Drochow) ist ein Ortsteil der Gemeinde Schipkau im südbrandenburgischen Landkreis Oberspreewald-Lausitz. Ortsbürgermeister ist Bruno Franz.

## Geografie

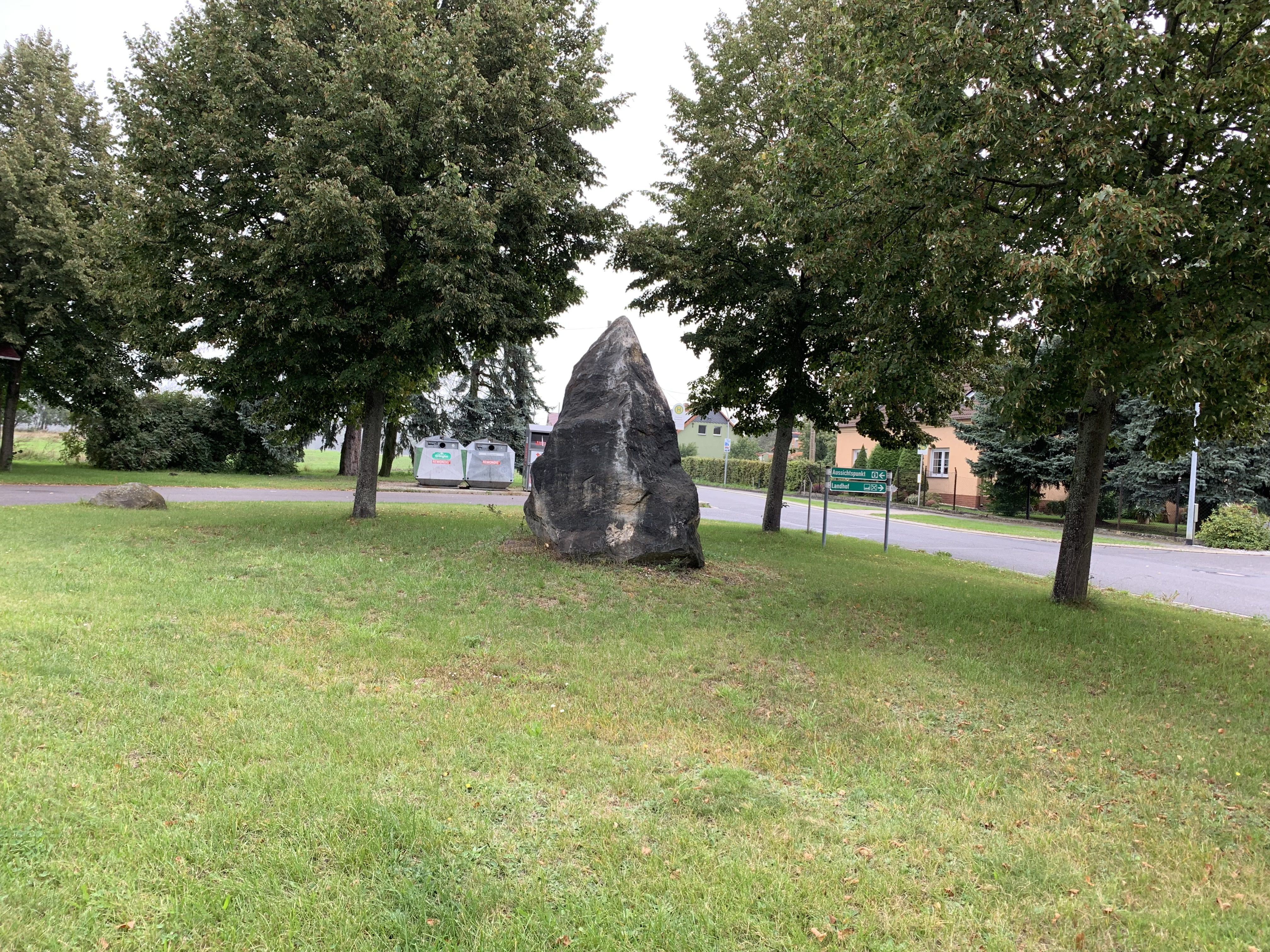
Findling aus dem Drochwer See am Ortseingang

Drochow liegt in der Niederlausitz am Drochower See, einem Tagebaurestloch. Der Ort ist der nördliche Teil der Gemeinde Schipkau, südlich liegt der Gemeindeteil Meuro und westlich Annahütte. Im Nordwesten grenzt Drochow an die Gemeinde Sallgast des Landkreises Elbe-Elster und im Norden und Nordosten an die Ortsteile Saalhausen und Freienhufen der Stadt Großräschen. Drochow liegt direkt an der Bundesautobahn 13. Die östlich gelegenen Flächen werden durch den Drochower Dorfgraben entwässert, der wiederum in den Meuroer Graben fließt. Westlich der Wohnbebauung liegt der Drochower See, ein ehemaliges Restloch.

## Geschichte und Etymologie
Drochow gehörte wie die Nachbarorte Särchen (Annahütte) und Dobristroh (Freienhufen) zum Zisterzienserkloster Dobrilugk (heute Doberlug-Kirchhain). Das Kloster erwarb am 1. Oktober 1419 den Ort Drochow als östlichen Vorsprung seiner Besitzungen, die Erwerbsurkunde ist gleichzeitig die erste urkundliche Erwähnung Drochows. Der Ortsname ist von einem sorbischen Personennamen „Droch“ abgeleitet. Diese verlehnten das Dorf als Vasallengut Drocha mindestens bis 1535 an die von Peschen. Im Jahr 1541 ließ der sächsische Kurfürst Johann Friedrich das Kloster Dobrilugk besetzen und im Zuge der Reformation säkularisieren. Drochow gelangte damit in sächsischen Besitz als Teil der Markgrafschaft Niederlausitz, die im Prager Frieden 1635 endgültig an Kursachsen überging. In dieser Zeit blieb die Familie von Peschen bis 1676 im Besitz des Dorfes. Anschließend übernahm die Familie von Knoch das Dorf und hielt es bis 1802. In dieser Zeit gab es im Jahr 1708 insgesamt acht Gärtner- und drei Büdnerfamilien; in Summe 24 Personen, die zwischen 20 und 60 Jahre alt waren. Zehn Jahre später waren es acht Kossäten und drei Häusler. Nach der Familie von Knoch übernahm der Graf zu Lynar-Ogrosen für eine kurze Zeit das Dorf, reichte es aber schon 1808 an die Familie Brösing weiter. Im Jahr 1810 lebten im Ort neun Ganzkossäten und sechs Häusler oder Büdner; 1823 waren es nach einer Statistik neun Gärtner. Nach 1821 übernahm eine Tochter der Brösings das Dorf, die den Namen Richter angenommen hatte. Sie hielt es bis 1840. Drochow gehörte bis zum Jahr 1835 zum Landkreis Luckau. Im Jahr 1844 übernahm eine Familie Fischer das Dorf und hielt es bis mindestens in das Jahr 1910.
Im Ort entwickelte sich ein Lehnbesitz, welcher als Rittergut bis 1945 bestehen blieb. Das Dorf war dabei 531 Morgen groß (1869), das Gut 2053 Morgen, bzw. 135 Hektar und 524 Hektar im Jahr 1900. Das Rittergut wurde mit der Bodenreform nach 1945 an Neubauern aufgeteilt. Im Jahre 1952 wurde aus dem Gutsbesitz die erste Landwirtschaftliche Produktionsgenossenschaft (LPG) Kreis Senftenberg gebildet. Die LPG war auf Schweinezucht spezialisiert und arbeitete bis zur Auflösung im Jahre 1989.
Der durch die Niederlausitzer Kohlenwerke AG betriebene Tagebau „Waidmannsheil“, der zur Unternehmensgruppe von Ignaz Petschek gehörte, wurde in den 1930er und 1940er Jahren bei Drochow betrieben. Im Jahr 1944 kam es bedingt durch den Zweiten Weltkrieg zum Stillstand des Tagebaus. Er soff ab und wurde nicht wieder in Betrieb genommen. Er blieb als Restloch erhalten und bekam den offiziellen Namen „Restloch 6“. Später setzte sich der Name „Drochower See“ durch. Es kam immer wieder zu zahlreichen Böschungsabbrüchen am Restloch, die für die Einwohner eine Gefahr darstellten. Infolgedessen wurde es ab 1995 saniert.
Durch den 1983 aufgeschlossenen Tagebau Klettwitz-Nord sollte Drochow devastiert werden. Durch die Änderung der Energiepolitik und die Abkehr von der Braunkohle wurde die Arbeit des Tagebaus 1990 eingestellt, so dass der Ort letztlich nicht devastiert wurde. Der ehemalige Tagebau wurde zwischen 2001 und 2014 geflutet, wodurch der Bergheider See entstand. Die Planungen, den Ort zu devastieren, führten dazu, dass wenig in den Erhalt und Verbesserung der vorhandenen Bausubstanz investiert wurde. Erst die Einstellung der Tätigkeit des Tagebaus Klettwitz-Nord führte zu einer Änderung.
Zum 31. Juli 1992 schlossen sich die Gemeinden Annahütte, Drochow, Hörlitz, Schipkau, Meuro und Klettwitz zum Amt Schipkau zusammen. Am 31. Dezember 2001 erfolgte der Zusammenschluss von Drochow mit den übrigen Amtsgemeinden zur neuen (Groß-)Gemeinde Schipkau. Das Amt Schipkau wurden zum selben Zeitpunkt aufgelöst.

## Einwohnerentwicklung
| Einwohnerentwicklung in Drochow von 1875 bis 2000 | Einwohnerentwicklung in Drochow von 1875 bis 2000 | Einwohnerentwicklung in Drochow von 1875 bis 2000 | Einwohnerentwicklung in Drochow von 1875 bis 2000 | Einwohnerentwicklung in Drochow von 1875 bis 2000 | Einwohnerentwicklung in Drochow von 1875 bis 2000 | Einwohnerentwicklung in Drochow von 1875 bis 2000 | Einwohnerentwicklung in Drochow von 1875 bis 2000 | Einwohnerentwicklung in Drochow von 1875 bis 2000 | Einwohnerentwicklung in Drochow von 1875 bis 2000 | Einwohnerentwicklung in Drochow von 1875 bis 2000 | Einwohnerentwicklung in Drochow von 1875 bis 2000 |
| Jahr                                              | Einwohner                                         | Jahr                                              | Einwohner                                         | Jahr                                              | Einwohner                                         | Jahr                                              | Einwohner                                         | Jahr                                              | Einwohner                                         | Jahr                                              | Einwohner                                         |
| ------------------------------------------------- | ------------------------------------------------- | ------------------------------------------------- | ------------------------------------------------- | ------------------------------------------------- | ------------------------------------------------- | ------------------------------------------------- | ------------------------------------------------- | ------------------------------------------------- | ------------------------------------------------- | ------------------------------------------------- | ------------------------------------------------- |
| 1875                                              | 181                                               | 1890                                              | 203                                               | 1910                                              | 375                                               | 1925                                              | 303                                               | 1933                                              | 268                                               | 1939                                              | 256                                               |
| 1946                                              | 312                                               | 1950                                              | 304                                               | 1964                                              | 343                                               | 1971                                              | 347                                               | 1981                                              | 812                                               | 1985                                              | 790                                               |
| 1989                                              | 745                                               | 1990                                              | 291                                               | 1991                                              | 290                                               | 1992                                              | 286                                               | 1993                                              | 281                                               | 1994                                              | 283                                               |
| 1995                                              | 285                                               | 1996                                              | 292                                               | 1997                                              | 303                                               | 1998                                              | 292                                               | 1999                                              | 293                                               | 2000                                              | 290                                               |

Mitte des 19. Jahrhunderts wurde in Drochow von der älteren Bevölkerung noch Sorbisch gesprochen. Als Arnošt Muka in den 1880er Jahren den Ort besuchte, fand er keine Einwohner mit sorbischen Sprachkenntnissen mehr.
Am 1. Januar 1973 wurde der devastierte Ort Sauo und am 1. Juni 1974 Meuro in Drochow eingegliedert. Am 6. Mai 1990 folgte Meuros Ausgliederung aus Drochow.

## Kultur und Sehenswürdigkeiten
- Drochower See mit Rundwanderweg

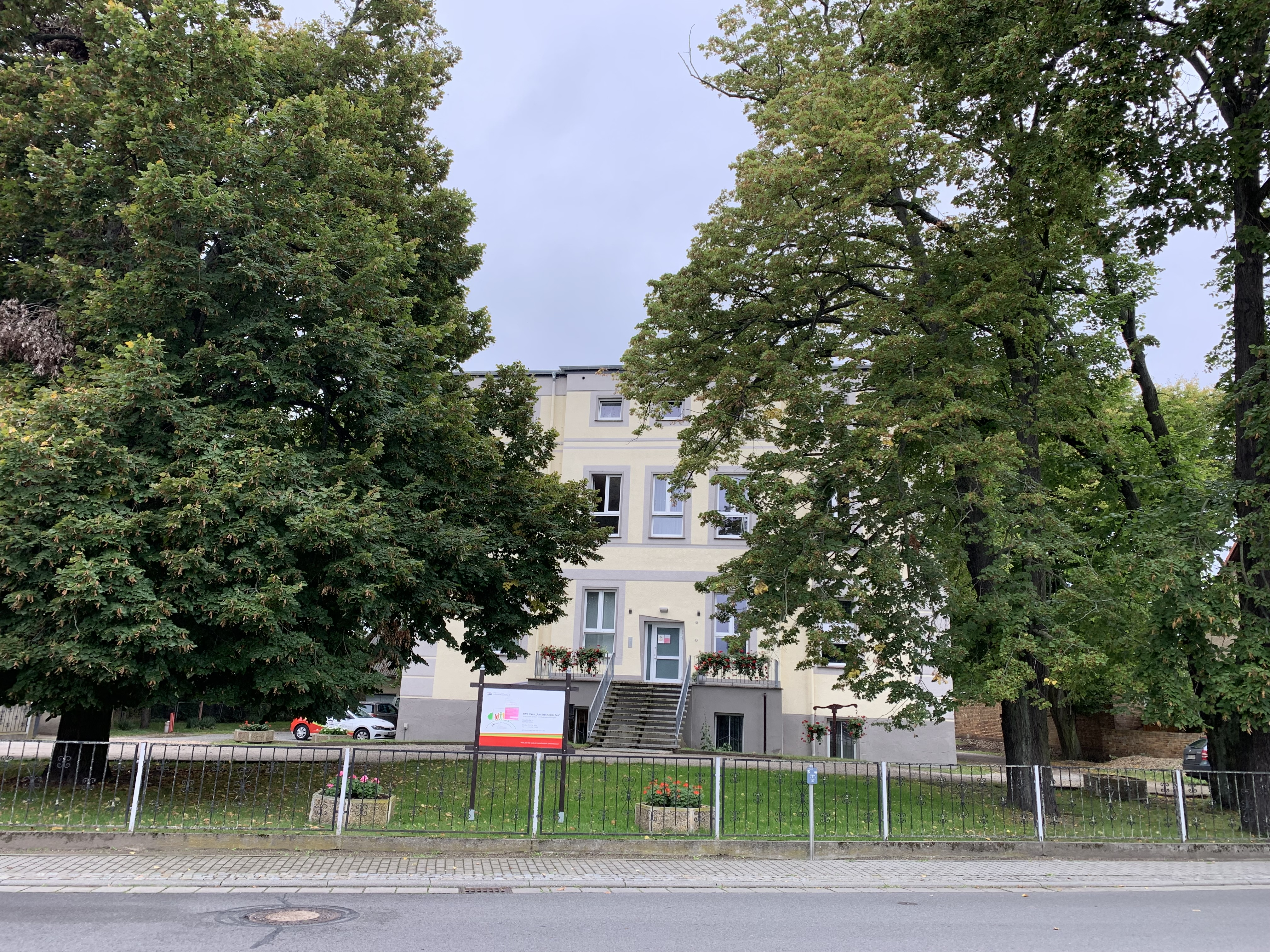
Ehemaliges Gutshaus

- Findling aus dem Drochower See am Ortseingang
- Drochow liegt am Radfernweg Fürst-Pückler-Weg.
- Im ehemaligen Gutshaus ist ein Kinderheim der Arbeiterwohlfahrt Brandenburg Süd e. V. untergebracht.